# Clement Arrindell
Clement Athelston Arrindell (Basseterre, 19 de abril de 1931 - Basseterre, 27 de março de 2011) foi governador de São Cristóvão e Neves de 1981 a 1983, ainda como colônia britânica e a partir da independência do país, em 1983, tornou-se governador-geral do país, tendo permanecido no cargo até 1995. Arrindell nasceu em Basseterre.